# Арес I-Х
 Аres I-X  — лётное испытание новой ракеты-носителя Арес I, разрабатываемой НАСА. Старт ракеты состоялся 28 октября 2009 года в 15:30 UTC.
Целью пробного полёта являлась проверка динамики первой ступени, управления, разделения первой и второй ступеней, вибрационных нагрузок. Также целью полёта являлась проверка работы твердотопливной первой ступени в компоновке «single stick» («бревно»), созданной на основе ракетных ускорителей, которые использовались в программе «Спейс Шаттл». Стоит также отметить, что данный испытательный полёт — первый после более чем 27-летнего перерыва, когда на м. Канаверал состоялся первый (он же испытательный) запуск КК Columbia по программе «Спейс Шаттл»

## Описание
Транспортное средство Ares I—X состояло из функциональной первой твердотопливной ступени, состоящей из четырёх сегментов, 
макета пятого сегмента и 
макета верхней (второй) ступени, который был подобен по форме и имел ту же массу, что и настоящая верхняя ступень.

## Запуск
Первый испытательный полёт ракеты «Арес» планировался на начало 2009 года. Однако сроки этого полёта постоянно переносились в течение всего 2009 года. Запуск планировался на 31 июля, затем на 18 сентября, затем на 27 октября.
20 октября 2009 года ракета «Арес I—X» была перевезена из здания вертикальной сборки на стартовую площадку LC-39В. К этому времени площадка 39В, которая служила для запусков кораблей серии шаттл, была переоборудована для запусков ракет «Арес».
Окно для старта 27 октября было открыто с 12 до 16 часов по Гринвичу (с 8 до 12 часов летнего времени восточного побережья США). Из-за неблагоприятной погоды (низкая облачность и сильный ветер) с 12 часов старт постоянно передвигался, вплоть до отмены старта и переноса его на следующий день, 28 октября.
Запуск состоялся (успешно) 28 октября, в 18:30 по московскому времени, это на несколько часов позже запланированного срока. Причиной задержки стали плохие погодные условия.
В ходе испытаний, при разделении 1-й и 2-й ступени, произошел несанкционированный рывок вперед 1-й ступени, вызванный, по всей видимости, догоранием оторванных толчком фрагментов топлива в нём. 1-я ступень догнала макет 2-й ступени и протаранила его.
Макет спускаемого аппарата корабля «Орион» упал в море вместе с верхней ступенью.